# جو أدونيس
جو أدونيس (بالإيطالية: Joe Adonis)‏ هو Q46961 إيطالي، ولد في 22 نوفمبر 1902 في مونتيمارانو في إيطاليا، وتوفي في 26 نوفمبر 1971 في أنكونا في إيطاليا بسبب نوبة قلبية.

## وصلات خارجية
- جو أدونيس على موقع الموسوعة البريطانية (الإنجليزية)
- جو أدونيس على موقع إن إن دي بي (الإنجليزية)